# St. Katharina (Strössendorf)

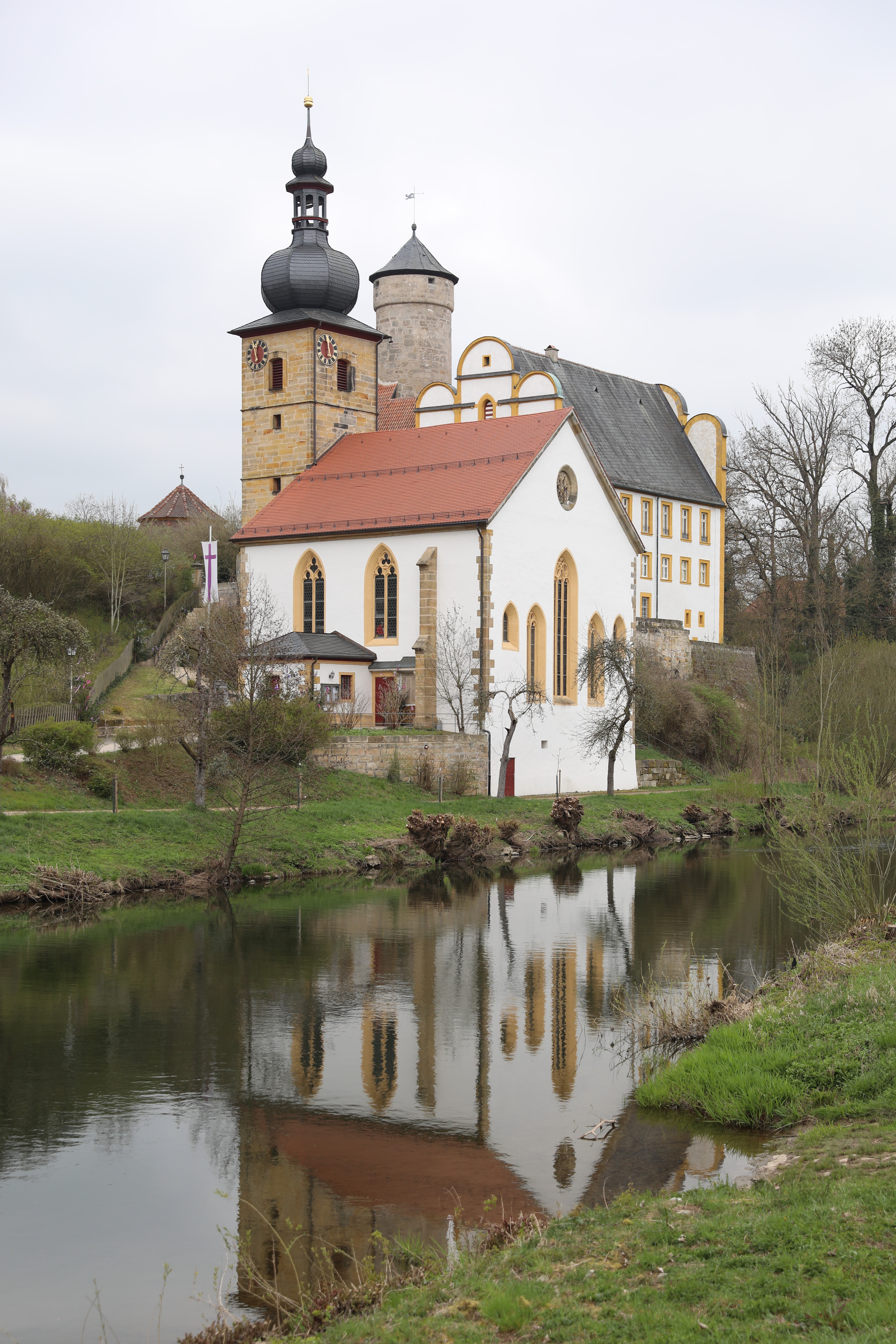
St. Katharina in Strössendorf

Die evangelisch-lutherische Pfarrkirche St. Katharina in Strössendorf, einem Gemeindeteil der Stadt Altenkunstadt im oberfränkischen Landkreis Lichtenfels, steht auf einen steilen Hang oberhalb des Mains. Die Pfarrei gehört zum Dekanatsbezirk Michelau des Kirchenkreises Bayreuth der Evangelisch-Lutherischen Kirche in Bayern.

## Baugeschichte
Um 1400 wurde eine Kapelle in Strössendorf errichtet, die 1405 erstmals erwähnt wurde. Reste dieses Bauwerks könnten im Kern der heutigen Kirche vorhanden sein.
1520 gehörte der Ort zur Pfarrei Altenkunstadt. In der Reformationszeit wurde Strössendorf protestantisch. Die Herren von Schaumberg setzten 1561 den ersten evangelischen Pfarrer in der Gemeinde ein und widersetzten sich dem Druck zur Rekatholisierung durch die Gegenreformation ab 1597. Im Verlauf des Dreißigjährigen Kriegs plünderten 1636 Weismainer Katholiken die Kirche. Strössendorf blieb protestantisch. Bestätigt wurde dies schriftlich im Osnabrücker Friedensvertrag. Ab 1648 gab es wieder einen evangelischen Geistlichen im Ort.
Bauarbeiten an der Schlosskirche erfolgten im Jahr 1557. Aus dieser Zeit stammt wohl der mittlere Abschnitt der Stirnwand. Von 1614 bis 1623 wurde das Gotteshaus umgebaut und dabei das Langhaus beidseitig verbreitert. Die Anbauten blieben niedriger als der mittlere Teil. Aus den Jahren 1706/1707 stammt die angebaute Sakristei. Der Jurist und Hofrat Philipp Caspar Pfannenstiel übernahm die kompletten Bau- und Einrichtungskosten. Der Kirchturm wurde 1744 bis 1752 gebaut. Nach 1802 wurde Strössendorf eine selbstständige evangelisch-lutherische Pfarrei.
Die seitlichen Anbauten aus dem Anfang des 17. Jahrhunderts ließ die Gemeinde 1866 auf Höhe des mittleren Teils aufstocken und mit Fenstern versehen. Umfassende Restaurierungen erfolgten unter anderem 1897, 1954 und 2012.

## Baubeschreibung
Die gegen Nordosten ausgerichtete Kirche steht unmittelbar östlich des Schlosses  am Main auf einem steilen Hang. Der schlichte Saalbau ist fünf Achsen breit und drei Achsen tief. Sein verputzter Außenbau hat eine Eckquaderung. Die Ostseite ist gerade und besitzt im Giebel ein Rundfenster mit neugotischem Maßwerk.
Eine gefelderte Holzdecke überspannt den Innenraum, der von spitzbogigen Fenstern mit Maßwerk belichtet wird. Das Mittelfenster ist breiter und höher als die anderen. An drei Seiten steht eine Holzempore auf gebauchten Stützen. Vor den Seitenwänden ist sie eingeschossig und von außen auf der Rückseite ebenerdig zugänglich. An der Rückwand ist sie zweigeschossig und durch den oberen Turmeingang zusätzlich erschlossen. Die Tür zur Sakristei befindet sich im hinteren Teil der Südostwand und hat eine geohrte Sandsteinrahmung.
Ein Sandsteinpfeiler steht vor der Südostwand, die ein schlichtes Eingangsportal hat und drei Sandsteinpfeiler vor der Nordwestwand mit einem zugesetzten Portal. Das Langhaus trägt ein ziegelgedecktes Satteldach.
Der Turm hat eine Fassade aus unverputzten Sandsteinquadern. Im Sockelgeschoss ist ein Portal mit einer geohrten Rahmung vorhanden. Die Obergeschosse sind durch Kehlgesimse getrennt. Am ersten Obergeschoss befindet sich ein Wappenrelief mit der Bezeichnung „HCVS“ (Heinrich Carl von Schaumberg) „1746“. Das dritte Obergeschoss mit der Glockenstube kennzeichnen auf allen vier Seiten stichbogige Schallfenster. Eine achteckige, verschieferte Zwiebelkuppel mit einer Einschnürung und einer Laterne sowie einer weiteren kleinen Laterne bilden den oberen Abschluss.
Die Sakristei besitzt ein Walmdach und eine verputzte Fassade mit Eckquaderung. Der Raum wird von einem Kreuzgratgewölbe überspannt.

## Ausstattung
Der Kruzifixus stammt wohl aus dem späten 17. Jahrhundert. Philipp Caspar Pfannenstiel stiftete 1696 den aus Holz geschnitzten 1,1 Meter hohen Taufengel, der mit beiden Händen das Taufbecken hält und die 1728 aus Zinn gefertigte Taufschale.
Vor der Stirnwand, links vom Altar, steht das Grabdenkmal für Hans Wilhelm von Streitberg († 1690), dem Letzten seines Geschlechts. Es ist ein Werk aus dem Jahr 1692 von dem in Bayreuth arbeitenden Bildhauer Elias Räntz. Das Epitaph besteht aus einem Sandsteinsockel mit einem Inschriftmedaillon. Darüber ist eine Inschrifttafel angeordnet, gefolgt von einem hohen Obeliskenstumpf, beide aus schwarzem Marmor. Zuoberst befindet sich Chronos, der das Agnatenwappen zerbricht. Weitere Grabdenkmäler stehen an der Rückwand der ersten Empore.

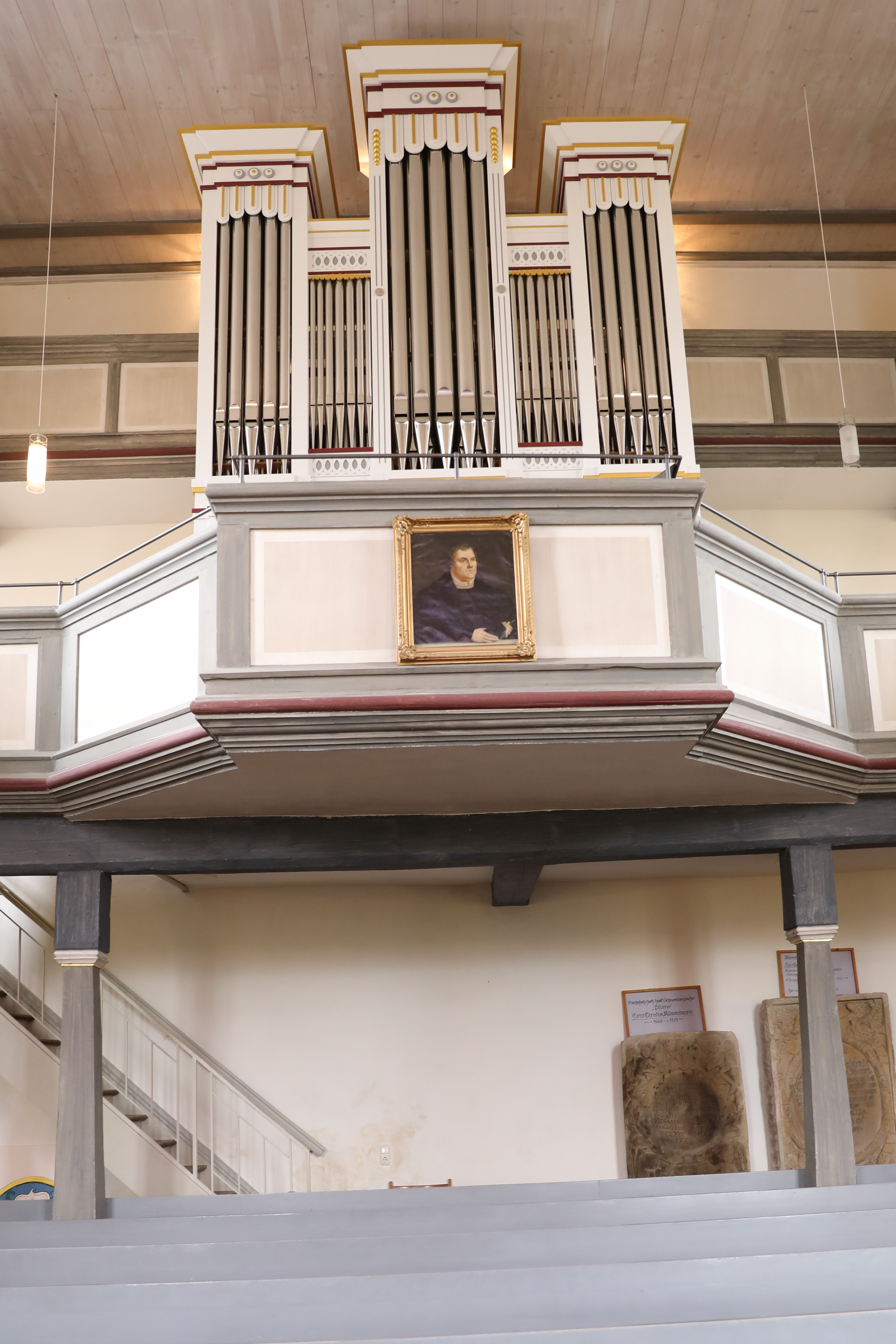
Orgel

### Orgel
Die Orgel stellte 2012 die Feuchtwanger Orgelmanufaktur Jürgen Lutz auf. Das Instrument hat 16 Register auf zwei Manualen und Pedal.